# Lada
Lada este marcă a AvtoVAZ, un constructor rus de automobile din Toliatti, Regiunea Samara. Toate vehiculele comercializate în prezent de AvtoVAZ sunt sub marca Lada, dar acest lucru nu a fost întotdeauna așa. Lada au fost mașinile de export ale AvtoVAZ, aceleași modele fiind vândute sub marca Jiguli pe piața internă sovietică din 1970.
Ele au devenit extrem de populare câteva decenii mai târziu, în Rusia, în Europa de Est, în special în țările din fostul bloc sovietic unde au devenit un simbol al vieții urbane.

## Modele

### Modele actuale
- Granta

1. Granta sedan
2. Granta Drive Active
3. Granta liftback
4. Granta hatchback
5. Granta SW
6. Granta Cross

- Vesta

1. Vesta sedan
2. Vesta Cross
3. Vesta SW
4. Vesta SW Cross
5. Vesta CNG
6. Vesta Sport
7. Vesta SW Cross Black (ediție limitată)[1]

- Xray

1. Xray
2. Xray Cross

- Largus

1. Largus Universal
2. Largus Universal CNG
3. Largus Cross
4. Largus Cross CNG
5. Largus Wagon
6. Largus Wagon CNG

- Niva
  - Lada produce două variante de Niva:
    - Niva Travel - fosta variantă GM de Niva[2]
    - Niva Legend - originala Lada Niva

### Modele istorice
- VAZ-2101
- Lada Riva (2104/05/07) - mașină de familie de dimensiuni medii
  - Lada 2104 - break
  - Lada 2105 - sedan de bază
  - Lada 2107 - sedan executiv
- Lada Samara (1984–2013)
- Lada Kalina (2005–2018)
- Lada Priora (2007–2018)

## Galerie foto

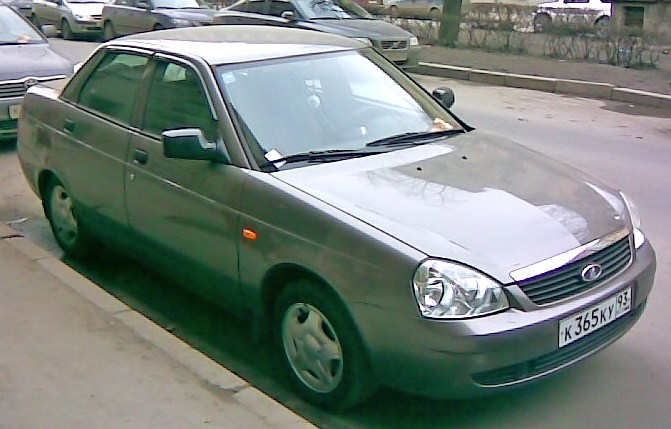
Lada Priora
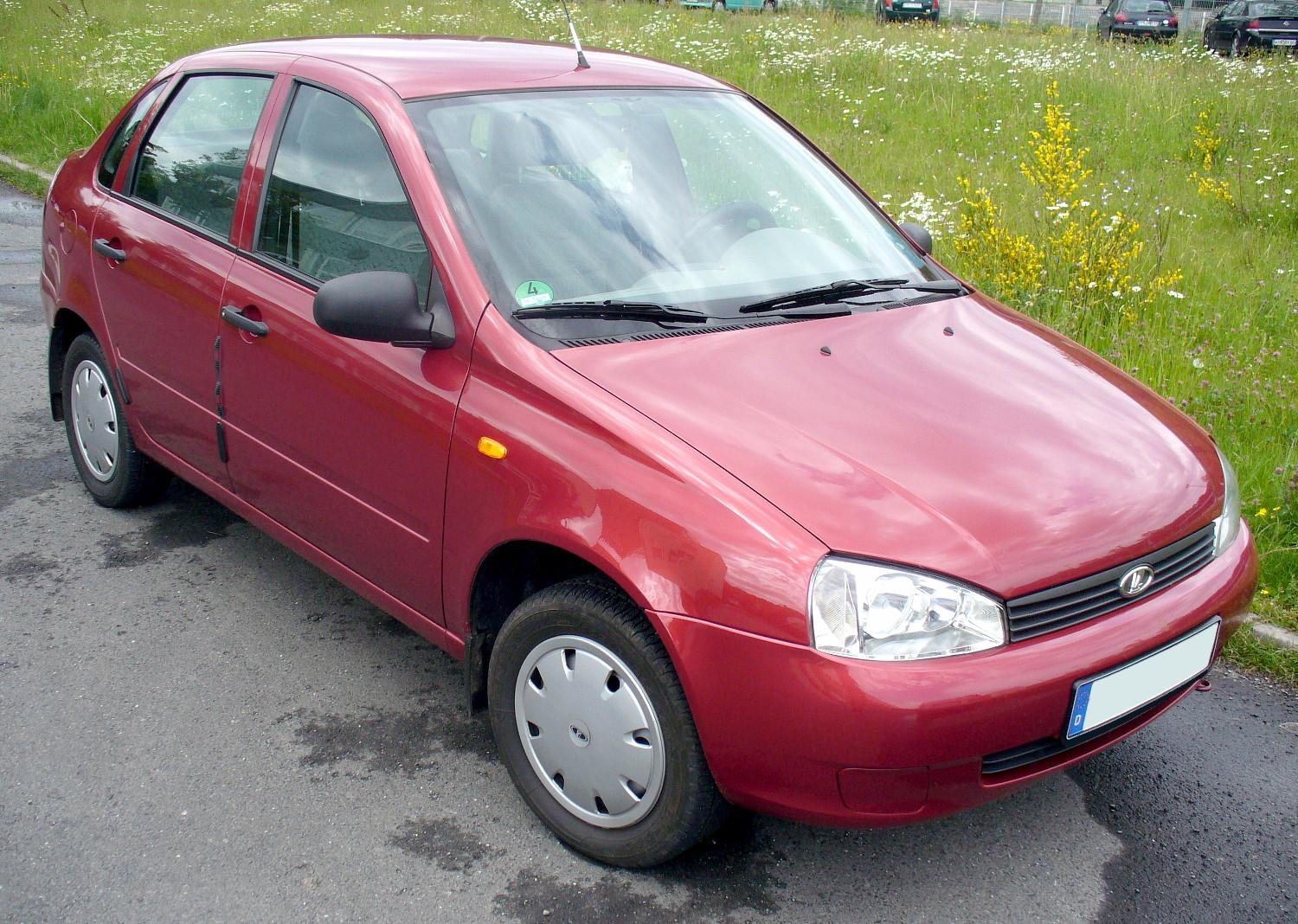
Lada Kalina Sedan
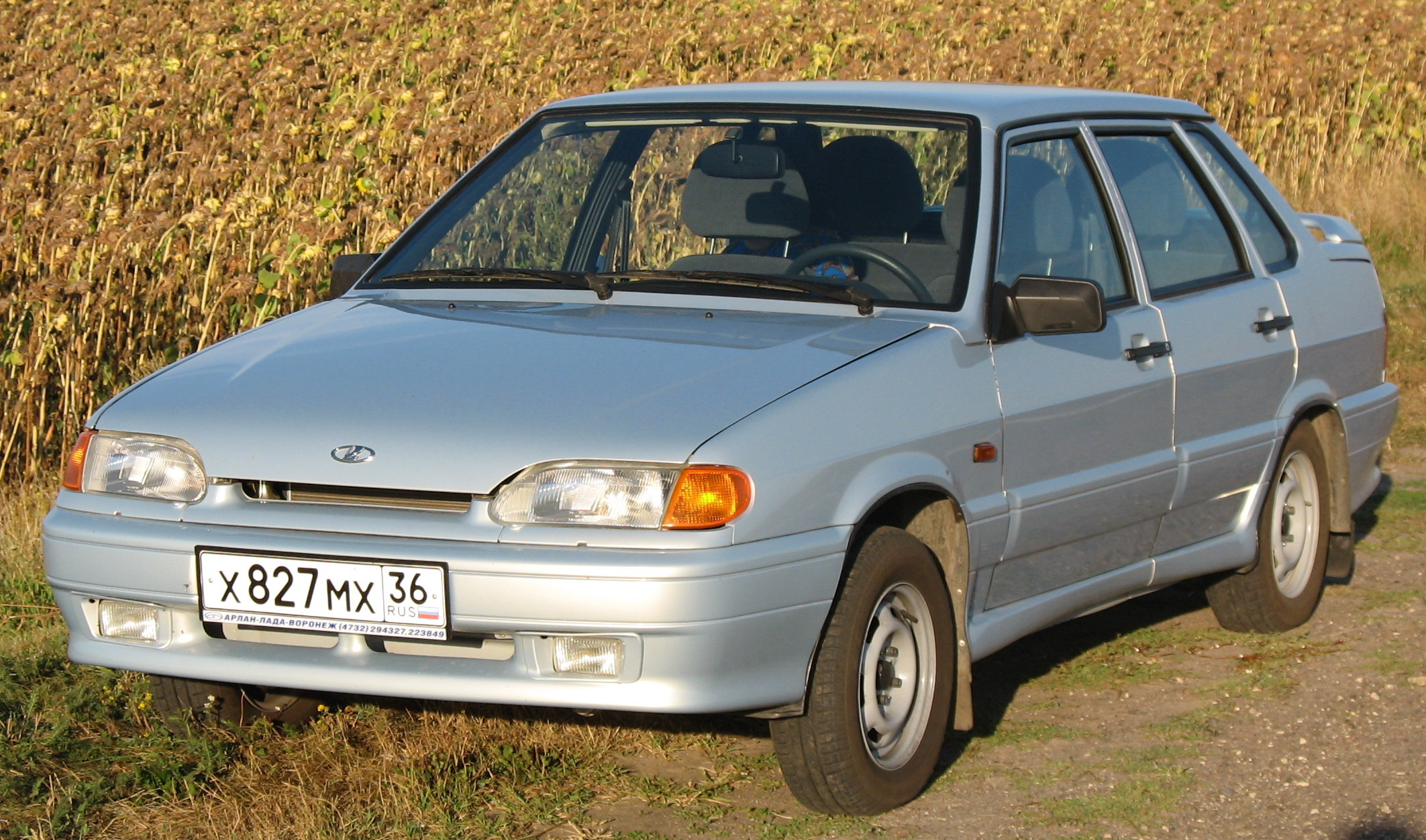
Lada Samara Sedan
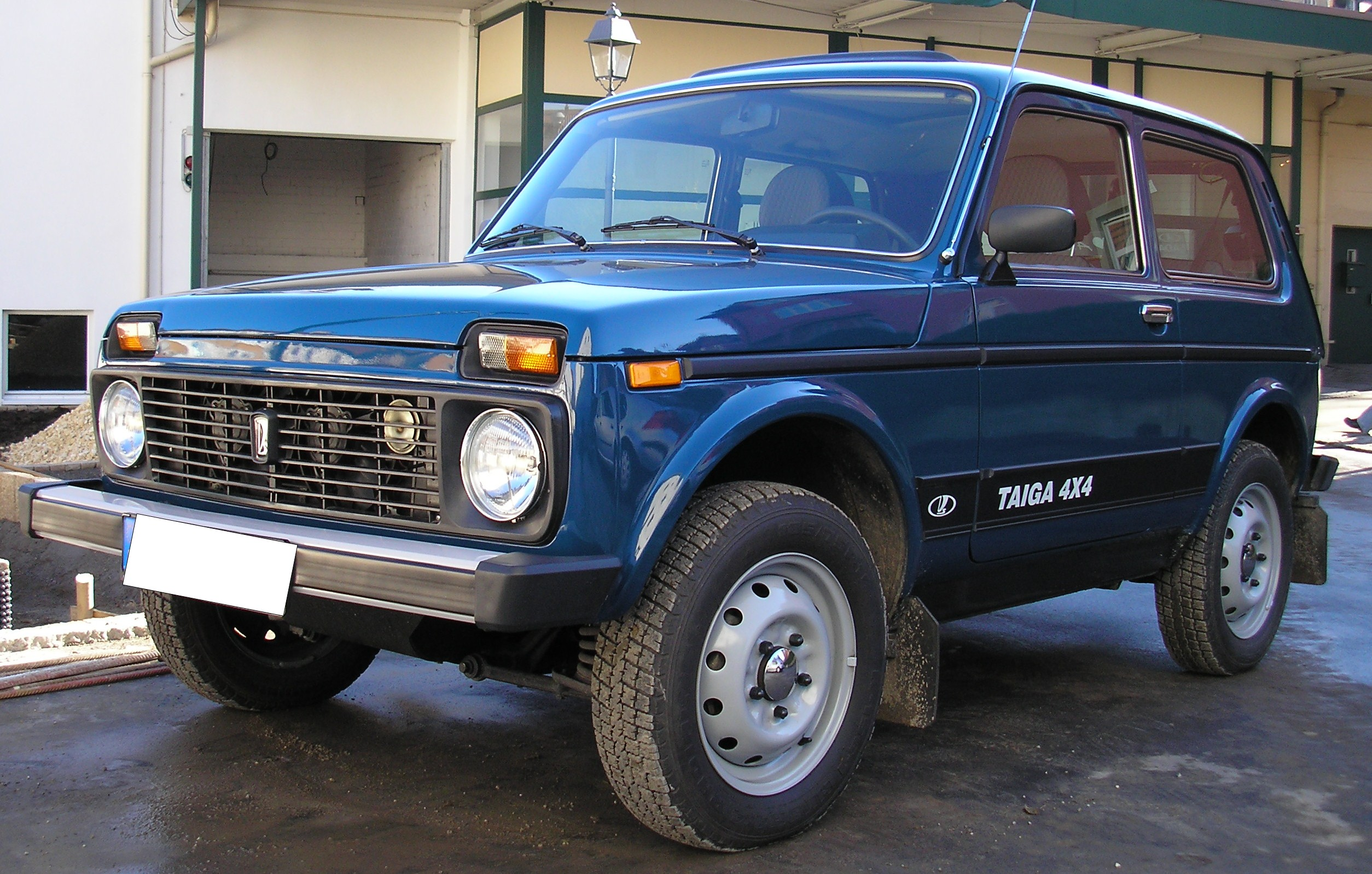
Lada Niva
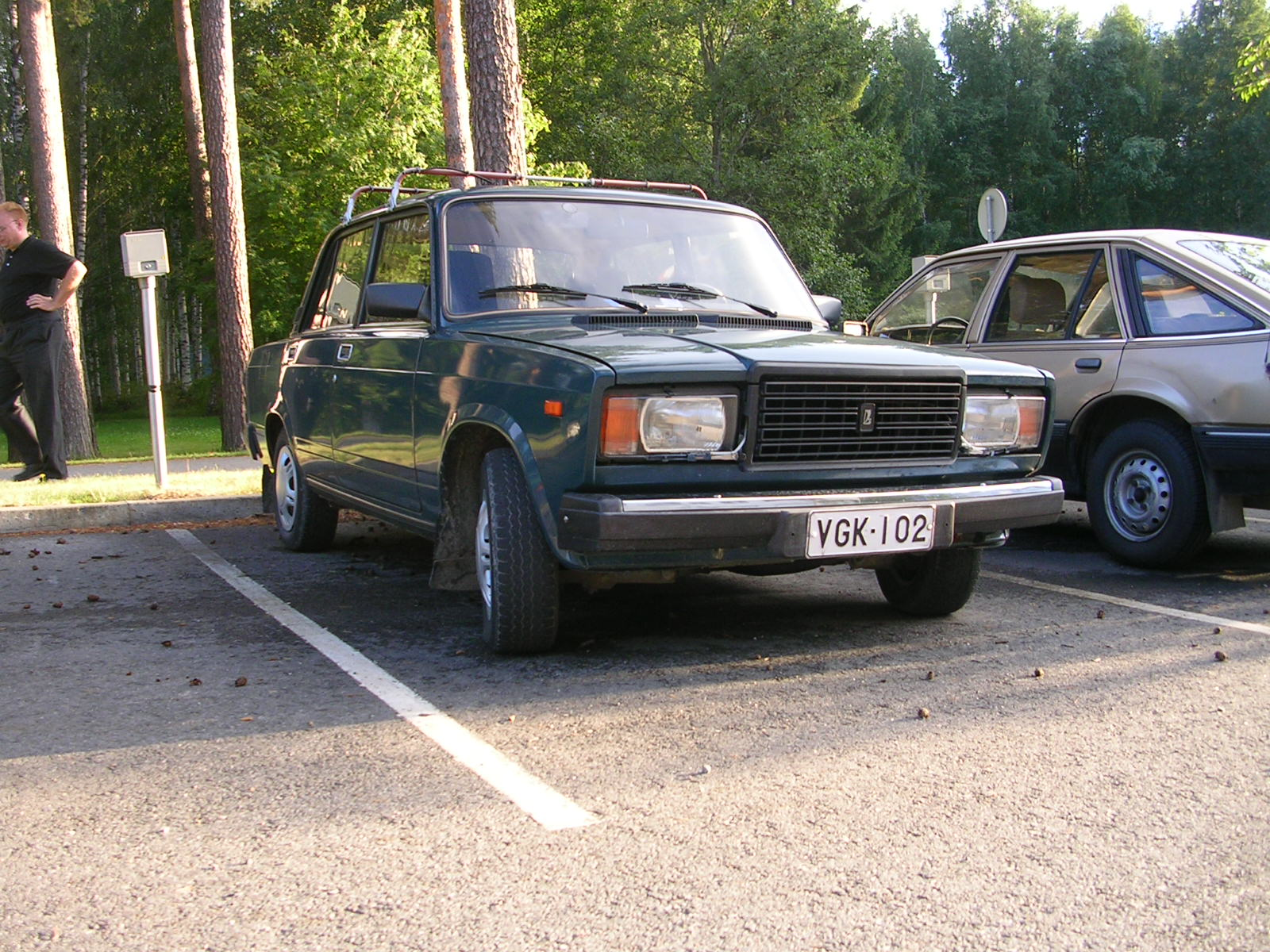
Lada Riva 1600i